# Rascalize
Rascalize is het debuutalbum van de Britse indieband The Rascals. 
Het album, dat uitkwam op 23 juni 2008, werd geproduceerd door Ben Hillier en uitgebracht op het label Deltasonic. De speelduur is 37:27.

## Tracklist
1. Rascalize
2. Out of Dreams
3. Bond Girl
4. The Glorified Collector
5. Fear Invicted Into The Perfect Stranger
6. Does Your Husband Know That You're On The Run?
7. I'd Be Lying To You
8. Freakbeat Phantom
9. People Watching
10. Stockings To Suit
11. How Do I End This?
12. I'll Give You Sympathy

## Muzikanten
- Miles Kane – zang en gitaar
- Greg Mighall – drums
- Joe Edwards - basgitaar

## Productie
- Ben Hillier